# Heavy Rocks (2002)
Heavy Rocks è il quarto album in studio del gruppo musicale giapponese Boris, pubblicato nel 2002.

## Tracce
1. Heavy Friends – 4:49
2. Korosu – 4:48
3. Dyna-Soar – 3:44
4. Wareruraido (ワレルライド) – 2:44
5. Soft Edge – 3:50
6. Rattlesnake – 2:16
7. Death Valley – 6:56
8. Koei (孤映) – 3:54
9. Kane -The Bell Tower of a Sign- (鐘 -The Bell Tower of a Sign-) – 8:28
10. 1970 – 4:58

## Formazione

### Gruppo
- Takeshi – voce, basso, chitarra
- Wata – chitarra
- Atsuo – batteria, percussioni, voce

### Ospiti
- Lori S. – voce (traccia 1)
- Maso Yamazaki – sintetizzatore (3)
- Masami Akita – PowerBook (7)
- Eddie Legend – chitarra (8)
- Komi – voce (9)